# Флекстронікс

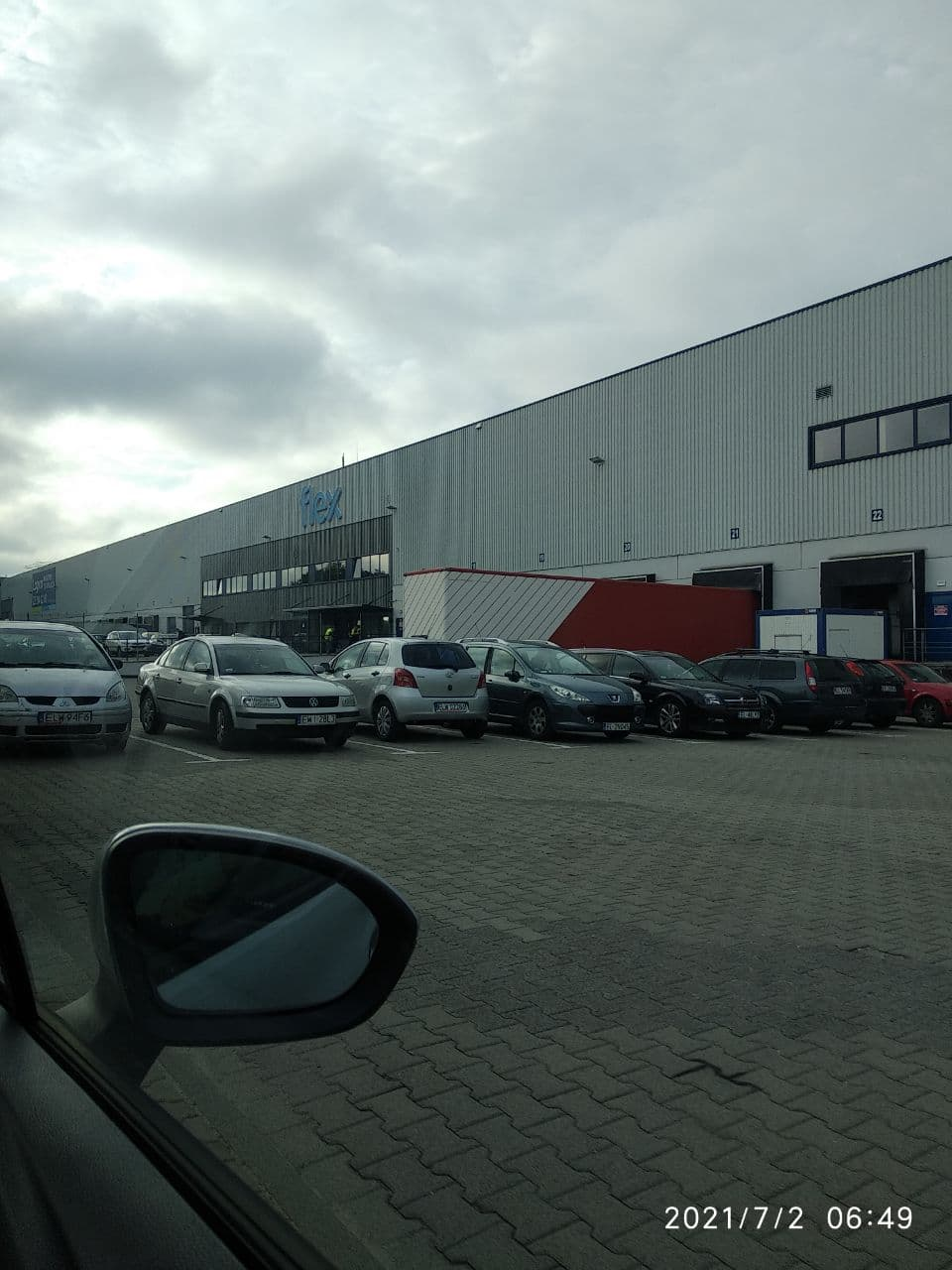
Flex (автор Стоялов Максим)

Флекс (англ. Flex International Ltd.), (NASDAQ: FLEX) — компанія один зі світових лідерів з контрактного виробництва електроніки (EMS business) та дизайну.

## Діяльність
Флекстронікс спеціалізується на випуску електроніки на замовлення інших компаній. Компанія володіє понад 130-ма виробничими майданчиками та дизайн-центрами в 30 країнах світу на чотирьох континентах. Площа виробничих потужностей становить 2.5 млн квадратних метрів. Штат налічує 176 000 чоловік.
Працює постачальником вертикально-інтегрованого дизайну та виробництва для виробників обладнання (OEM), що працюють в таких сегментах ринку:
- Інфраструктура, яка включає в себе мережі передачі даних, телекомунікаційні інфраструктури, такі як базові станції на основі

технологій, що включають GSM, CDMA, LTE і, маршрутизатори і комутатори, термінальне обладнання оптичних мереж, засобів зв'язку та обладнання відеоконференції, а також товарів для дому, таких як бездротові маршрутизатори (Wi-Fi), телевізійні приставки, фемтостільників, і DSL / кабельних модемів;
- Мобільні засоби зв'язку, що включає в себе телефони, що працюють на декількох різних платформах таких як GSM, CDMA, TDMA і WCDMA;
- Обчислювальна техніка, яка включає в себе такі продукти, як все-в-одному настільних ПК, ноутбуків і нетбуків, таблетки, проимислових пристроїв зберігання даних і серверів;
- побутових цифрових пристроїв, що включає в себе такі продукти, як пристрої для домашніх розваг, ігрові консолі, ігрові периферійні пристрої, принтери, копіювальні апарати та цифрові камери;
- Промислове, напівпровідникове обладнання, обладнання екологічно чистих технологій, обладнання аерокосмічної і оборонної промисловості, читачі штрих-кодів, лічильники, обладнання для вітрової та сонячної енергетики, тестове обладнання.
- Автомобільне та морське обладнання — навігаційне обладнання, радіолокаційні компоненти.
- Медичне обладнання, яке включає в себе такі продукти, як прилади діагностики, телемедицини, медичне обладнання та одноразові медичні засоби.

## Акції
Акції Флекстронікса котируються на американській фондовій біржі NASDAQ. Флекстронікс входить в сотню високотехнологічних компаній, що формують фондовий індекс NASDAQ-100.

## Керівництво
Головний виконавчий керівник — Майк Макнамара (англ. Mike McNamara).

## Клієнти
Портфель клієнтів складається з багатьох лідерів галузі інформаційних технологій, у тому числі Alcatel-Lucent, Cisco Systems, Inc (електроніка), Eastman Kodak (цифрові камери і кіоски самообслуговування), Ericsson Telecom AB (бізнес-телекомунікаційні системи та інфраструктура GSM), Hewlett-Packard (струменеві принтери і пристрої зберігання даних), Huawei, Джонсон і Джонсон, Motorola (мобільні телефони та телекомунікаційна інфраструктура), Microsoft (комп'ютерна периферія та електроніки ігрових продуктів), Research In Motion (RIM) (смартфони і інші мобільні пристрої зв'язку), Sony-Ericsson (мобільні телефони), Lenovo (настільні комп'ютери, сервери і робочі станції), Dell Computer Corporation (AC адаптери для портативних комп'ютерів), Western Digital (жорсткі диски) і Oracle (раніше Sun Microsystems) (мережеві продукти обчислювальної інфраструктури) і Xerox (копіювальне обладнання), Applied Materials, Apple Inc. (AC адаптери).

## Флекстронікс в Україні
В Україні компанія володіє акціями Берегівського радіозаводу (м. Берегове, Закарпатська область). Завод спеціалізується на випуску електроніки, кабельної продукції та ін.
У 2007 році компанія збудувала завод в Мукачево,Закарпатська область, (Україна). Інвестиції в підприємство склали $24,5 млн.
Однак, у зв'язку з світовою кризою 2008 року завод Флекстронікс в Мукачево так і не став до ладу. Завод було законсервовано.
11.07.2012 року у Мукачево відбулась презентація першої робочої лінії на заводі «Flextronics» для підготовки персоналу, а до кінця року заплановано встановити ще 15 таких ліній, на яких буде працювати кілька тисяч людей, не лише з Мукачева, а і Мукачівського району.
Завод співпрацює з місцевими освітніми закладами для максимальної підготовки професійних робітників, але запрошуються на роботу не лише кваліфіковані спеціалісти, а й ті, хто не має технічної освіти.
Завод має найсучасніше обладнання, якого нема на всіх інших такого роду підприємствах у Європі. Він виготовлятиме оснащення для автоматів, споживчої електроніки, медичного, телевізійного, медійного обладнання тощо.
В 2018 році завершується будівництво другого заводу Флекстронікс в Мукачеві. Запуск нового заводу значно збільшить потужність виробництва.